# Кальєта (Мадейра)
Кальє́та (порт. Calheta; МФА: [kɐ.ˈʎe.tɐ]) — муніципалітет і містечко в Португалії, в автономному регіоні Мадейра. Розташований на острові Мадейра в Атлантичному океані, на теренах історичної португальської провінції Мадейра. Належить до Фуншальської діоцезії Католицької церкви в Португалії. Права міського самоврядування має з 1502 року. Поділяється на 8 парафій.  Площа муніципалітету — 111,52 км², населення муніципалітету — 11521 ос. (2011); густота населення — 103,31 осіб/км²
. Патрон — Святий Дух. Святковий день муніципалітету — 24 червня. Поштовий індекс — 9370.  Код місцевої адміністративної одиниці — 3001. Складова статистичного регіону Мадейра.

## Географія
Кальєта розташована на заході острова Мадейра в Атлантичному океані.
На півдні та заході Кальєта омивається Атлантичним океаном, на півночі межує з муніципалітетом Порту-Моніш, на сході — Понта-ду-Сол.
За колишнім адміністративним поділом (до набуття Мадейрою статуту автономії у 1976 році) селище входило до складу Фуншальського адміністративного округу.
Муніципалітет Кальєти є найбільшим за площею на острові, займаючи близько 15% його території. Знаходиться у 25 хвилинах їзди автомобільним транспортом від міста Фуншала, до міжнародного аеропорту «Мадейра» час подорожі становить близько 40 хвилин.

### Клімат
Місто знаходиться у зоні, котра характеризується середземноморським кліматом. Найтепліший місяць — серпень із середньою температурою 22.8 °C (73 °F). Найхолодніший місяць — січень, із середньою температурою 16.1 °С (61 °F).
| Клімат Кальєти          | Клімат Кальєти | Клімат Кальєти | Клімат Кальєти | Клімат Кальєти | Клімат Кальєти | Клімат Кальєти | Клімат Кальєти | Клімат Кальєти | Клімат Кальєти | Клімат Кальєти | Клімат Кальєти | Клімат Кальєти | Клімат Кальєти |
| Показник                | Січ.           | Лют.           | Бер.           | Квіт.          | Трав.          | Черв.          | Лип.           | Серп.          | Вер.           | Жовт.          | Лист.          | Груд.          | Рік            |
| Середній максимум, °C   | 17,8           | 17,8           | 17,8           | 18,9           | 21,1           | 22,8           | 23,9           | 25             | 25             | 22,8           | 21,1           | 20             | 21,2           |
| Середня температура, °C | 16,1           | 16,1           | 16,1           | 16,7           | 18,3           | 20,6           | 21,7           | 22,8           | 22,8           | 21,1           | 18,9           | 17,8           | 19,1           |
| Середній мінімум, °C    | 13,9           | 13,9           | 13,9           | 13,9           | 16,1           | 17,8           | 18,9           | 20             | 20             | 18,9           | 17,2           | 15             | 16,6           |
| Норма опадів, мм        | 110            | 80             | 60             | 70             | 20             | 10             | 10             | 10             | 40             | 100            | 100            | 90             | 700            |
| Днів з опадами          | 13             | 10             | 10             | 10             | 8              | 5              | 4              | 4              | 9              | 12             | 12             | 16             | 113            |
| Вологість повітря, %    | 75             | 75             | 70             | 70             | 70             | 75             | 70             | 70             | 70             | 75             | 75             | 75             | 72.5           |
| ----------------------- | -------------- | -------------- | -------------- | -------------- | -------------- | -------------- | -------------- | -------------- | -------------- | -------------- | -------------- | -------------- | -------------- |
| Джерело: Weatherbase    |                |                |                |                |                |                |                |                |                |                |                |                |                |

## Історія
Є два припущення відносно походження назви селища. Перше пов'язане з назвою невеличкої однойменної затоки поблизу селища. Друге припущення пов'язане з тим, що селище було пунктом збором податків на цукор і деревину (слово «кальєта» у перекладі на українську мову означає «збір»).
Кальєта вважається одним з найдавніших населених пунктів острова, заснована у 1430 році.
1 липня 1502 рок португальський король Мануел I надав Кальєті форал, яким визнав за поселенням статус містечка та муніципальні самоврядні права.

## Населення
| Кількість мешканців | Кількість мешканців | Кількість мешканців | Кількість мешканців | Кількість мешканців | Кількість мешканців | Кількість мешканців | Кількість мешканців | Кількість мешканців | Кількість мешканців | Кількість мешканців | Кількість мешканців | Кількість мешканців | Кількість мешканців | Кількість мешканців | Кількість мешканців |
| ------------------- | ------------------- | ------------------- | ------------------- | ------------------- | ------------------- | ------------------- | ------------------- | ------------------- | ------------------- | ------------------- | ------------------- | ------------------- | ------------------- | ------------------- | ------------------- |
| 1864                | 1878                | 1890                | 1900                | 1911                | 1920                | 1930                | 1940                | 1950                | 1960                | 1970                | 1981                | 1991                | 2001                | 2011                |                     |
| 8 363               | 8 544               | 8 125               | 7 669               | 6 887               | 6 536               | 6 652               | 7 546               | 7 677               | 7 429               | 6 130               | 4 434               | 4 512               | 4 069               | 3 773               |                     |

## Парафії
1. Арку-да-Кальєта (порт. Arco da Calheta)
2. Кальєта (порт. Calheta)
3. Ештрейту-да-Кальєта (порт. Estreito da Calheta)
4. Фажа-да-Овелья (порт. Fajã da Ovelha)
5. Жардін-ду-Мар (порт. Jardim do Mar)
6. Паул-ду-Мар (порт. Paul do Mar)
7. Понта-ду-Паргу (порт. Ponta do Pargo)
8. Празереш (порт. Prazeres)

## Економіка
В економіці муніципалітету домінує сільське господарство і туризм. Значна частина його території є гористою, де зосереджене тваринництво. Площа лісів становить 149 га, площа сільськогосподарських угідь — 583 га. Вирощується цукрова тростина, картопля, городина, тропічні фрукти та виноград.
Виділяють традиційні ремесла, що насамперед представлені різноманітними сувенірами. Розвинені рибальство і торгівля.
Основним видом транспорту є автобуси і таксі.

## Туризм
Дуже популярнимю серед туристів єя гірський пішохідний маршрут «25 Фонтеш» (порт. 25 Fontes), що проходить по лісам лаурісілви. Маршрут починається в місцевості Рабасал, а його загальна довжина становить 5 км.
Маяк «Понта-ду-Паргу» (порт. Farol da Ponta do Pargo), який було побудовано у 1922 році на висоті 290 метрів над рівнем моря, знаходиться на крайній західній точці острова. Іншими цікавими місцями муніципалітету, що також є дуже популярними серед туристів Мадейри, є Педагогічна садиба «Празереш» (порт. Quinta Pedagógica dos Prazeres), декілька каплиць і церков починаючи з 16 століття, а також пляж з жовтим піском у Кальєті, який було завезено з Марокко та континентальної Португалії.

## Галерея

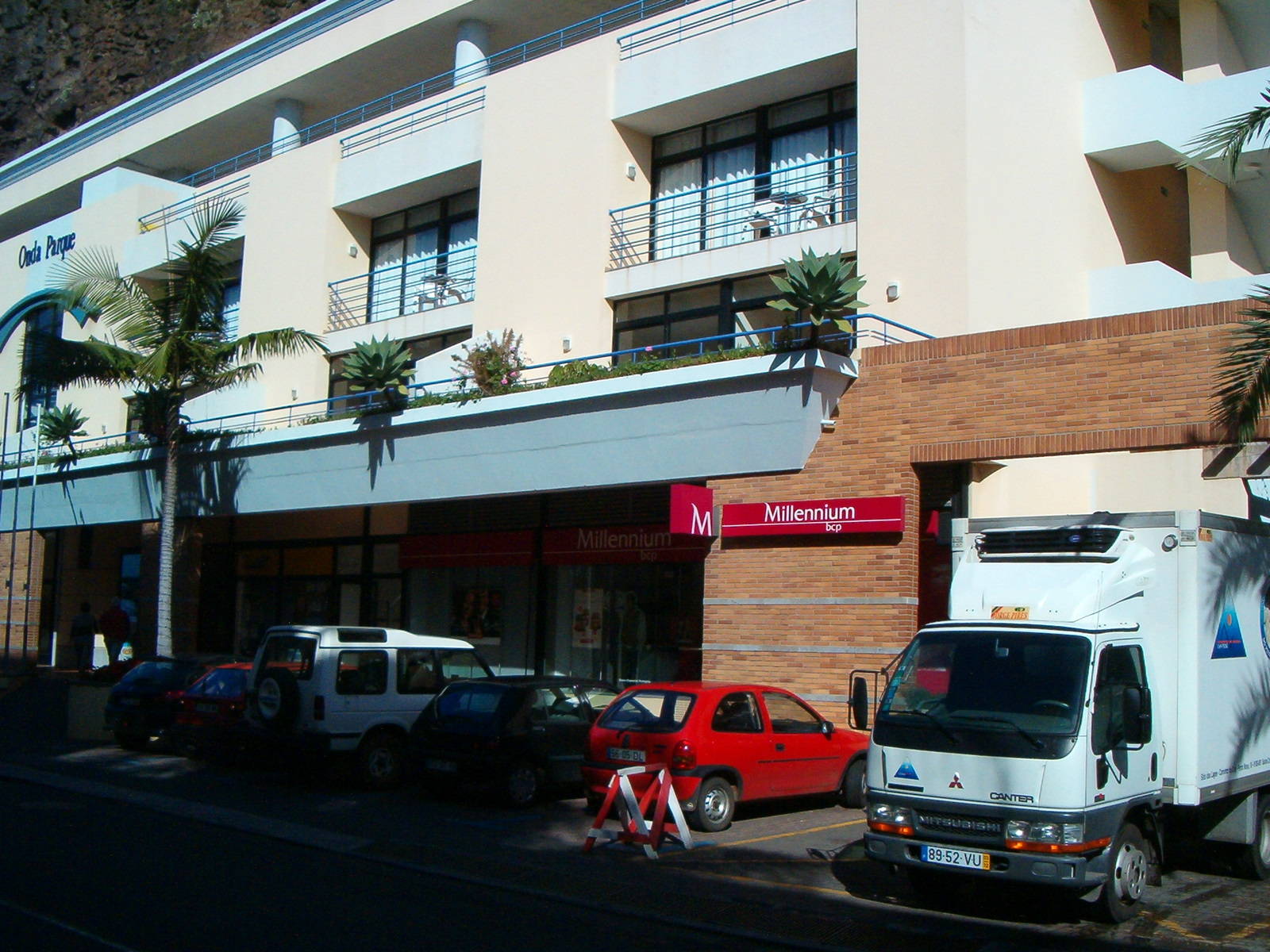
Готель в Кальєті над банком
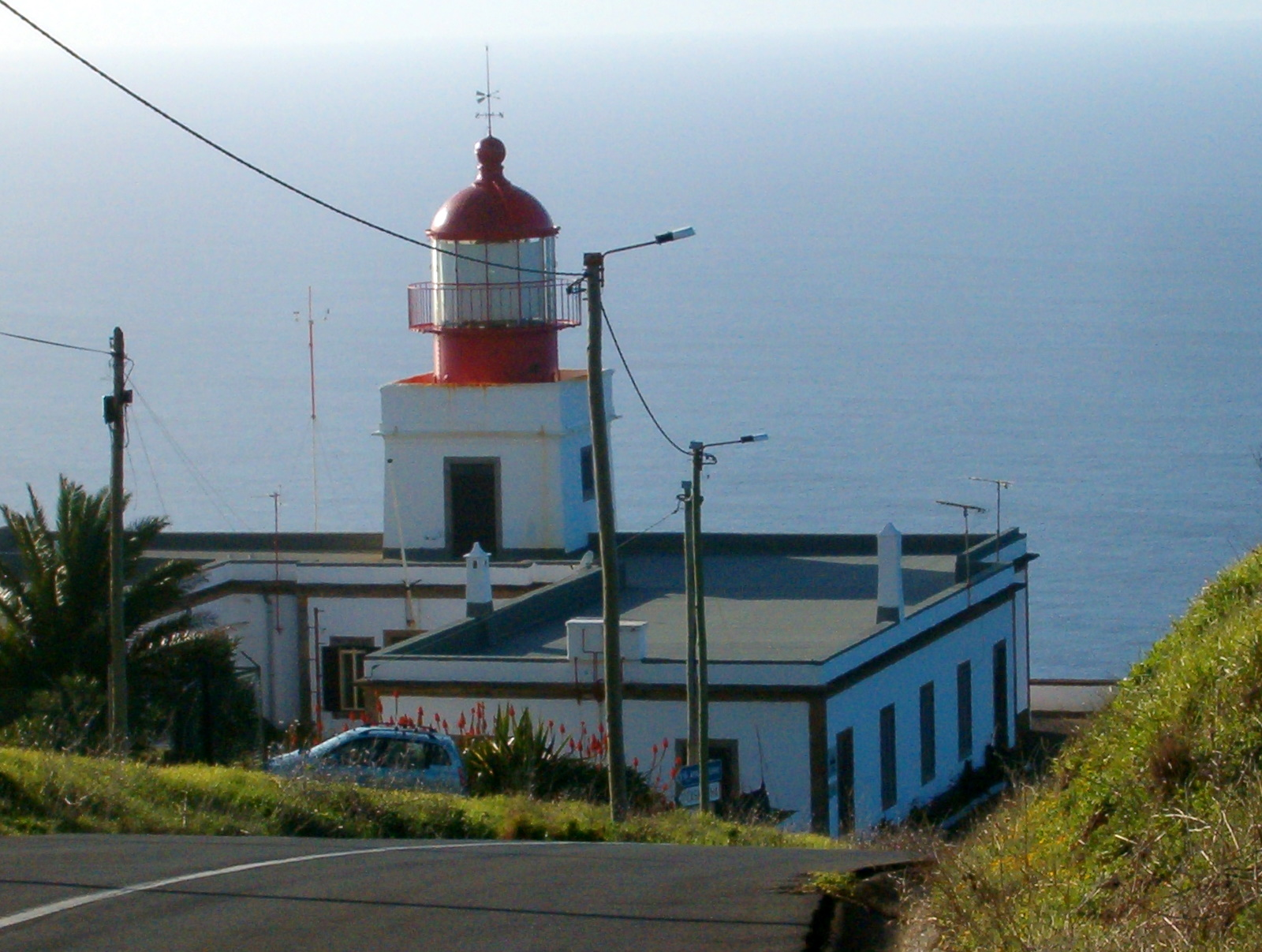
Маяк «Понта-ду-Паргу»
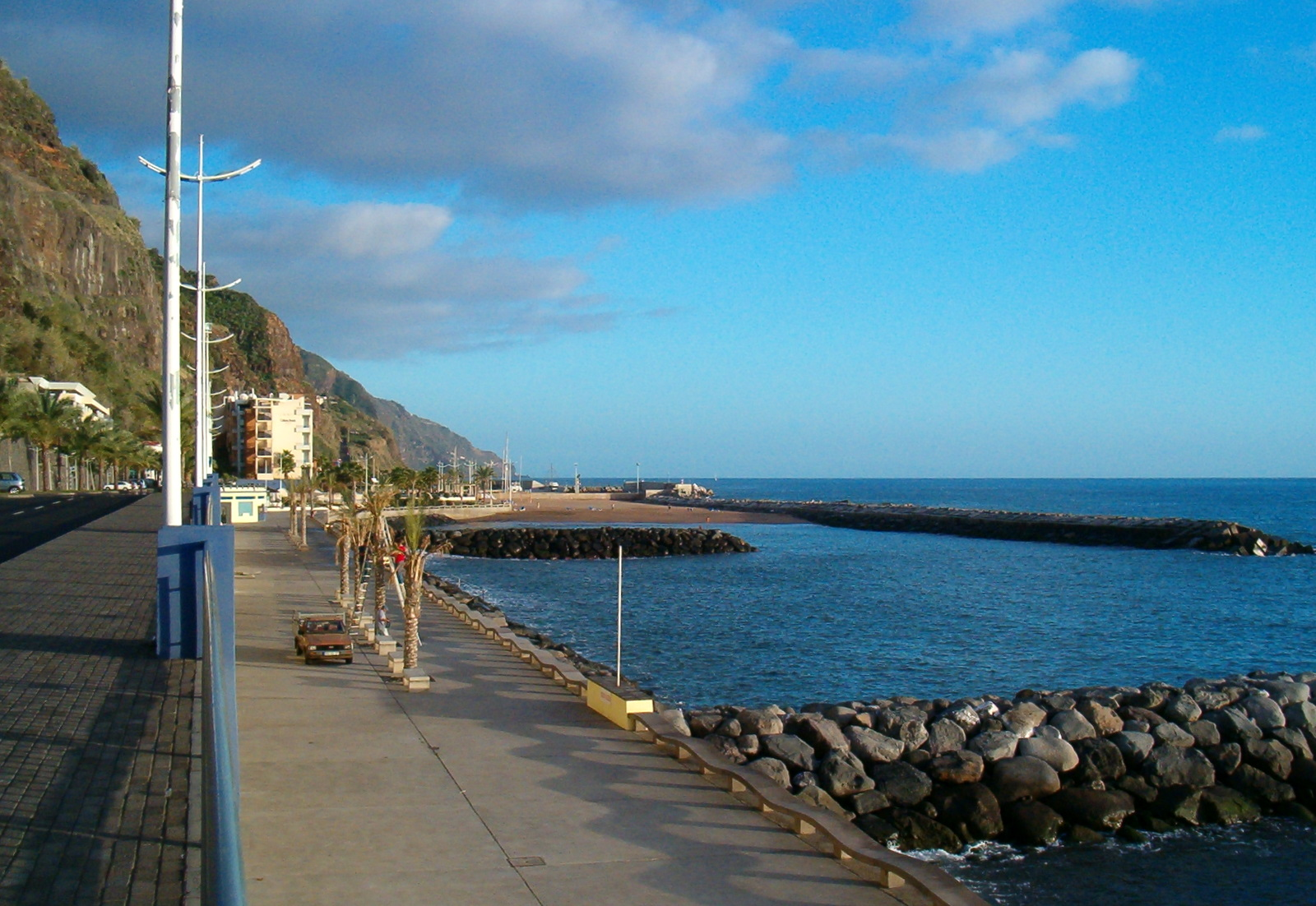
Вигляд набережної в Кальєті
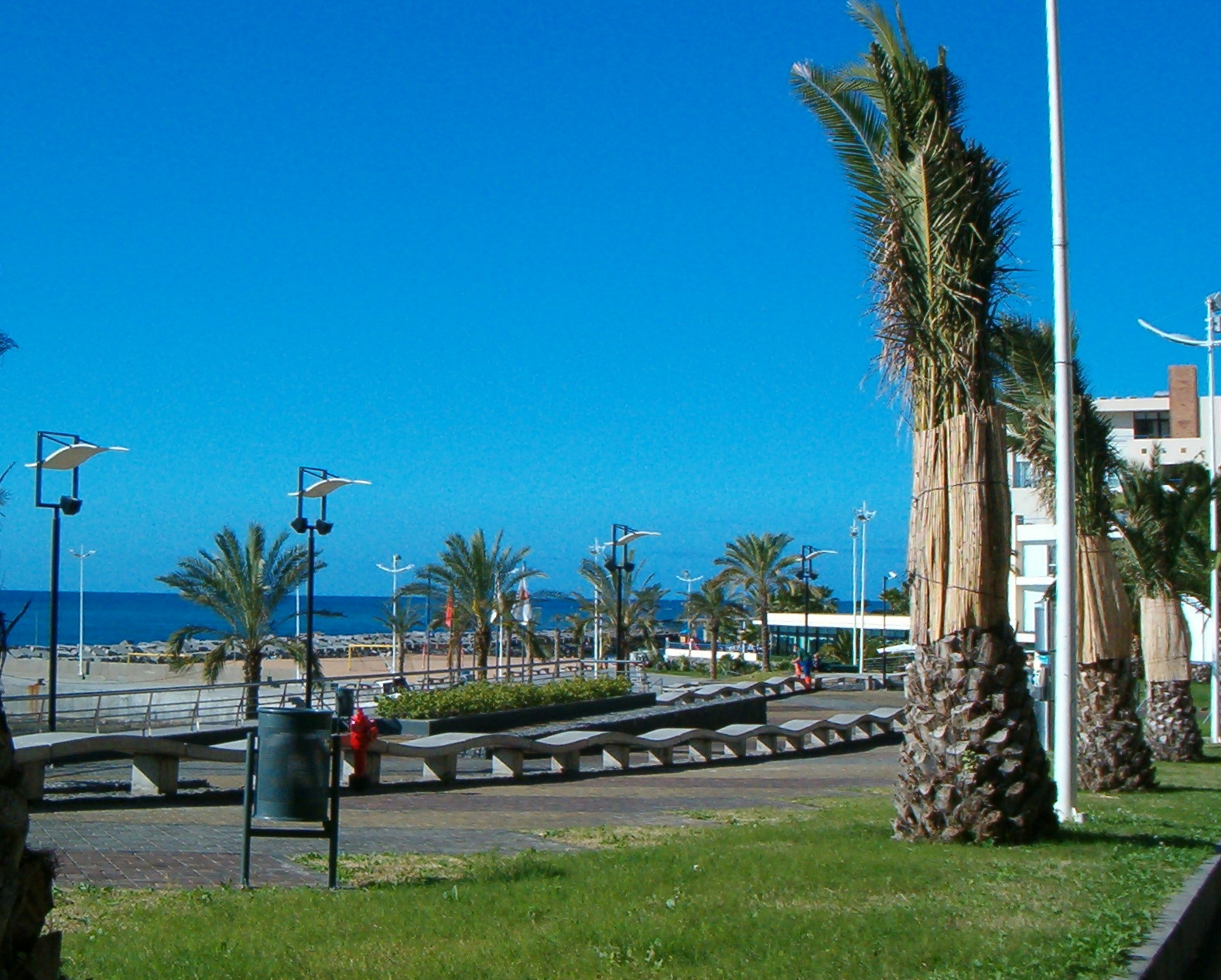
Пальми на набережній